# Aspilota compressa
Aspilota compressa är en stekelart som först beskrevs av Alexander Henry Haliday 1838.  Aspilota compressa ingår i släktet Aspilota och familjen bracksteklar. Arten är reproducerande i Sverige. Inga underarter finns listade.